# NGC 6852
NGC 6852 est une nébuleuse planétaire située dans la constellation de l'Aigle. NGC 6852 a été découverte par l'astronome allemand Albert Marth en 1863.

## Observation
Avec une magnitude visuelle apparente de 12,6, on soit utiliser un télescope dont l'ouverture est d'au moins 250 mm pour l'observer.  

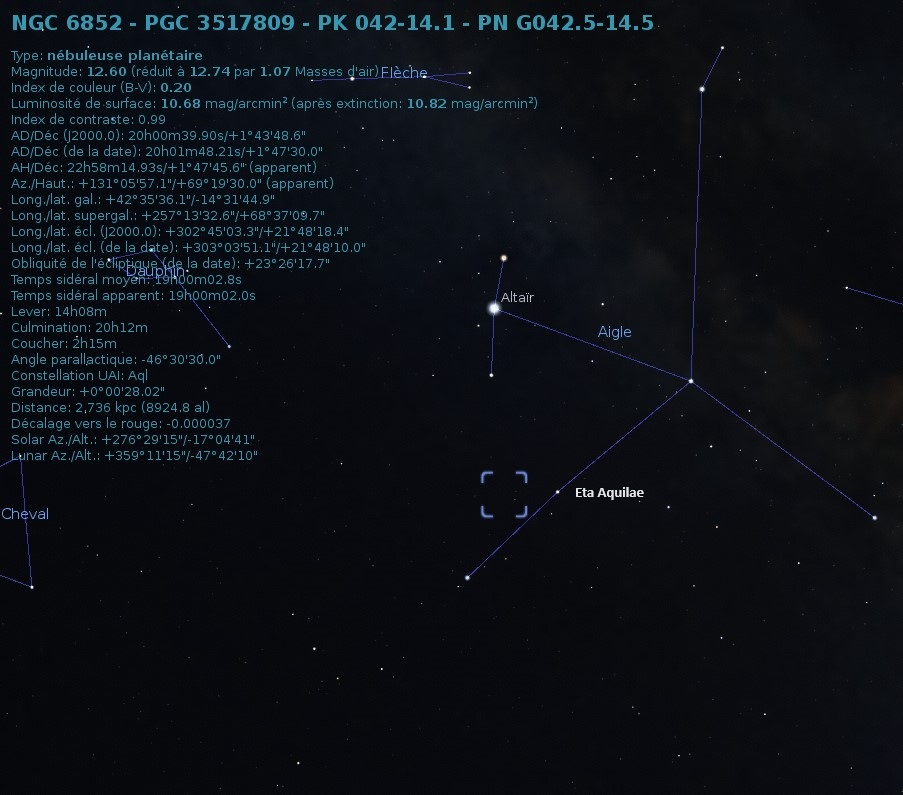
Emplacement de NGC 6852 dans la constellation de l'Aigle.

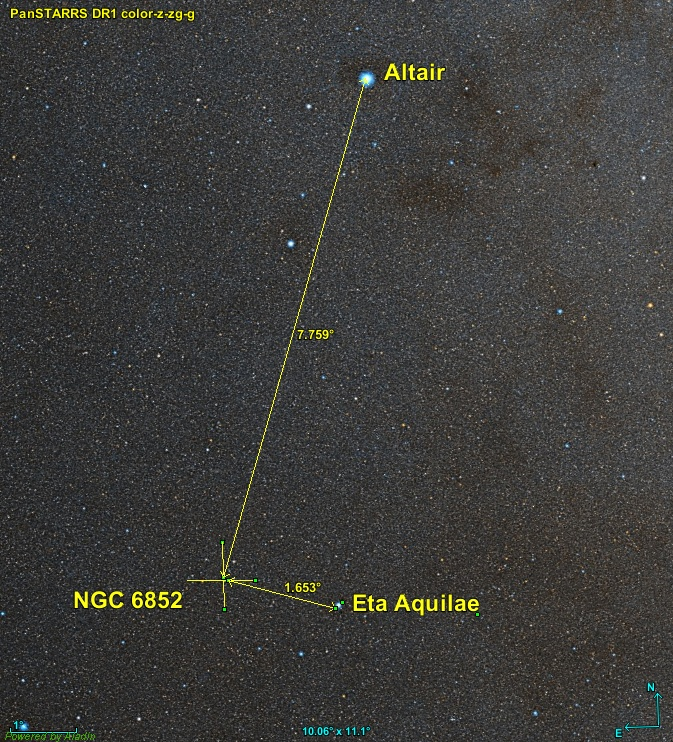
Position de NGC 6852 par rapport à deux étoiles de la constellation du Aigle.

La nébuleuse NGC 6852 est située à environ 7,8 degrés au sud-est d'Altaïr et à 1,7 degrés au nord-est d'Eta Aquilae.

## Distance, taille et vitesse
Le logiciel en ligne Aladin Lite permet de consulter les données astronomiques de plusieurs catalogues, dont le « GAIA EARLY DATA RELEASE 3 (GAIA EDR3) ». Pour NGC 6852, Gaia EDR3, la parallaxe de NGC 6852 est égale à 0,388 9 ± 0,117 3 mas, ce qui correspond à une distance comprise entre 1 976 pc et 3 682 pc (2 571 +1 111
−596 pc).
La vitesse de NGC 6852 reste à ce jour inconnue.